# Hede Teirich-Leube
Hede Teirich-Leube (* 1903 in Esslingen am Neckar; † 1979; geborene Leube) war eine deutsche Krankengymnastin und Ärztin, die maßgeblich an der Entwicklung der Methode der Bindegewebsmassage mitgewirkt hat.

## Werdegang
Leube war ab 1923 als Sekretärin, Laborantin und Photographin im anthropometrischen Laboratorium der Deutschen Hochschule für Leibesübungen in Berlin. Gleichzeitig besuchte sie die Schule für Heilgymnastik und Massage, an der sie 1924 das Examen ablegte. Sie wurde Lehrerin an der Krankengymnastikschule des Medizinprofessors Wolfgang Kohlrausch. Als dieser mit seiner Schule an die Universität Freiburg umzog, folgte sie ihm als leitende Lehrkraft. 1937 legte sie das staatliche Examen in der Krankengymnastik ab. In den folgenden Jahren entwickelte sie gemeinsam mit ihrem Mentor und Elisabeth Dicke die Methode der Bindegewebsmassage.
1941 folgte Kohlrausch einem Ruf nach Straßburg und sie übernahm in Freiburg die technische Leitung der Schule. Daneben schloss sie ihr Studium der Medizin ab. Von 1950 bis zu ihrem Eintritt in den Ruhestand 1970 war sie dann Leiterin der Krankengymnastikschule der Universität Freiburg. Zudem war sie von 1949 bis 1970 Erste Vorsitzende des Landesverbandes Südbaden-Südwürttemberg der Krankengymnastinnen. Zusammen mit Kurt Lindemann und Wolfgang Heipertz gab sie das  vierbändige „Lehrbuch der Krankengymnastik“ heraus.
Sie war mit dem Neurologen Hildebrand Richard Teirich verheiratet.

## Ehrungen
- 1968: Verdienstkreuz 1. Klasse der Bundesrepublik Deutschland

## Veröffentlichungen (Auszug)
- mit Wolfgang Kohlrausch: Behandlung von Muskel- und Baucherkrankungen durch Gymnastik im Sitzen, in: REVETA 1931, S. 381 ff., 1932, S. 15 ff.
- Über die Notwendigkeit der gymnastischen Betätigung und Weiterbildung der berufstätigen Krankengymnastin, in: Die Technische Assistentin 1934, S. 79 ff.
- mit Elisabeth Dicke: Massage reflektorischer Zonen im Bindegewebe bei rheumatischen und inneren Erkrankungen: Eine neue Technik. Jena 1942. (Basis der Methode der Bindegewebsmassage)
- Grundriß der Bindegewebsmassage, Hede Teirich-Leube, Urban und Fischer, 1999, 13. Aufl.
- mit Kohlrausch: Hockergymnastik, Fischer, 1984, 9. Aufl.
- Bewegungsfibel für Krankengymnastik, Fischer, 1984, 4. Aufl.
- (Hrsg.): Lehrbuch der Krankengymnastik. Thieme, Stuttgart